# Stylicletodes verisimilis
Stylicletodes verisimilis är en kräftdjursart som beskrevs av Lang 1965. Stylicletodes verisimilis ingår i släktet Stylicletodes och familjen Cletodidae. Inga underarter finns listade i Catalogue of Life.